# 印度田菁
印度田菁（学名：Sesbania sesban），为豆科田菁属下的一个变种。

## 扩展阅读
維基物種上的相關：印度田菁